# Феодосій (Лазовський)
Феодосій (Теодосій) Лазовський († 1588) — єпископ холмський і белзький (1552—1565), згодом володимирський (1565—1580) та берестейський.

## Біографія
У вересні 1565 року як холмський єпископ отримав від польського короля привілей на єпископа володимирського. Проте тодішній єпископ Іван Борзобагатий відмовився звільняти місце. Тоді Лазовський зібрав загін у 500 вояків (за іншими даними — 2,5 тисячі осіб) з 9 гарматами та пішов на замок єпископа у Володимирі, де в той час перебував лише його син Василь. Після шістьох невдалих спроб штурму, гарнізон здався. Спроба Борзобагатих скаржитися королю ні до чого не призвела.
Утвердившись на посаді, Лазовський займався грабунком сусідніх маєтків, хоча й Борзобагатий раніше поводив себе подібно. Мало займався власне церковними справами. Зокрема при штурмі замку було пошкоджено Успенський собор, але деякі роботи з його відновлення розпочалися лише 1588 року, незадовго до смерті єпископа.
У кінці 1570-х років король Сигизмунд II надає грамоту на посаду володимирського єпископа шляхтичу Жовковському. Але Лазовський 1579 року добився, щоб наступником його король Стефан Баторій призначив архимандрита Печерського монастиря Мелетія Хребтовича. Мелетій же передав правління кафедрою своєму братові Симону Хребтовичу і зятеві Лазовського Михайлові Дубницькому. Єпископські маєтки дісталися в оренду самому Феодосію Лазовському.
У 1577 році разом з князем Костянтином Острозьким заснував Володимирську школу.